# Баш-Арбаши
Баш-Арбаши  (Баш-Арбаш) — река в России, протекает по Кукморскому и Мамадышскому районам Республики Татарстан. Левый приток Шии, бассейн Камы.

## География
Баш-Арбаши начинается в лесном массиве северо-восточнее села Ятмас-Дусай. Течёт на восток, за деревней Октябрино поворачивает на юго-восток. По правому берегу села Уркуш, Верхний Арбаш, Нижний Арбаш, Новая Чабья, Старая Чабья, Шемяк. Впадает в Шию в 46 км от устья последней напротив села Тулбай. Длина реки составляет 22 км.

## Данные водного реестра
По данным государственного водного реестра России относится к Камскому бассейновому округу, водохозяйственный участок реки — Вятка от города Вятские Поляны и до устья, речной подбассейн реки — Вятка. Речной бассейн реки — Кама.
Код объекта в государственном водном реестре — 10010300612111100040684.